# Röke
Röke est une localité suédoise située dans la commune de Hässleholm en Scanie.
Sa population était de 196 habitants en 2019.